# Julián de Zaracondegui
Julián de Zaracondegui (? – 1873) fue un comerciante y político peruano. Hizo fortuna como consignatario del guano y luego invirtió sus capitales en la agroexportación (algodón y azúcar). Fue alcalde de Lima de 1859 a 1860 y ministro de Hacienda en 1864. 

## Biografía
Julián de Zaracondegui fue el típico miembro de la emergente clase social de los inicios de la República que se benefició del comercio del guano y luego invirtió sus capitales en la agroexportación; de allí a la incursión en la política con el fin primordial de defender sus intereses había un solo paso.
Zaracondegui aparece ya involucrado en las actividades comerciales de Lima desde la década de 1850, fundando varias empresas de exportación e importación. Asimismo, fue director del Banco de Lima, miembro de la Sociedad de Beneficencia Pública de Lima y miembro de la Cámara de Diputados. 
En 1858 fue elegido alcalde de Lima, junto con Miguel Pardo como teniente alcalde. Pero ambos se ausentaron, siendo reemplazados interinamente por el señor José Rojas, del 22 de noviembre de 1858, hasta el 24 del mismo mes. Rojas volvió a ser nombrado el 29 de noviembre, permaneciendo en dicho puesto hasta el 24 de diciembre del mismo año, en que por motivo de enfermedad fue reemplazado por el coronel Estanislao Correa y Garay, regidor de la municipalidad.
En 1859 continuó Zaracondegui como alcalde de Lima, pero no habiendo asumido su puesto lo reemplazó interinamente su teniente alcalde Miguel Pardo. Finalmente renunció. Como nuevo alcalde fue elegido el coronel Estanislao Correa y Garay, junto con el señor Manuel Vitorero como teniente alcalde (1860).
Durante el gobierno de Juan Antonio Pezet ejerció brevemente como ministro de Hacienda integrando el gabinete de Manuel Costas Arce, del 11 de agosto a 5 de septiembre de 1864. Renunció a raíz de unos artículos publicados en el diario opositor El Perú, de José María Químper.
A fines de los años 1850 y a lo largo de los años 1860 empezó a incursionar en el negocio algodonero y azucarero, ante la gran demanda internacional que tenían dichos productos a consecuencia de la guerra civil norteamericana, pero sobre todo, por el crecimiento de un mercado mundial que exigía insistentemente mayor cantidad de materias primas. Se asoció con Ramón Aspíllaga y ambos adquirieron la hacienda Cayaltí, de casi 4 mil hectáreas, situada en el valle del río Zaña, en Lambayeque (norte del Perú). Hacia 1870 Cayaltí producía azúcar a gran escala y sus propietarios decidieron montar un moderno ingenio azucarero con maquinaria traída de Inglaterra; la mano de obra empleada era la de los culíes o trabajadores chinos. Pero en contraste con el auge de Cayaltí, las otras empresas de Zaracondegui empezaron a decaer, por lo que sus socios de la azucarera levantaron una hipoteca por 338.700 dólares. Zaracondegui recibió esta suma, transfiriendo así su parte de la hacienda a los Aspíllaga. Poco después se declaró en quiebra y se suicidó.
| Predecesor: Francisco González de Prada | Alcalde Metropolitano de Lima 1859-1860                                      | Sucesor: Estanislao Correa y Garay |
| Predecesor: Ignacio Novoa               | Ministro de Hacienda del Perú 11 de agosto de 1864 a 5 de septiembre de 1864 | Sucesor: Felipe Barriga Álvarez    |